# Emil Bohn

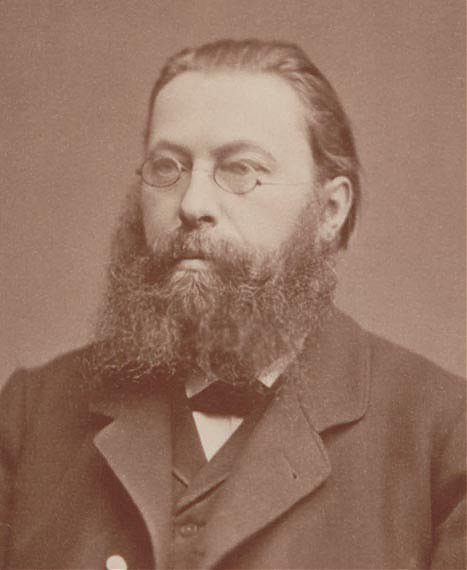
Fotografi av Bohn

Emil Bohn, född 1839 och död 1909, var en tysk musikskriftställare och körledare.
Bohn grundade 1882 Bohnscher Gesangverein i Breslau, där han senare även blev dirigent för universitetssångföreningen. Från 1887 höll han som lärare vid akademiska institutet för kyrkomusik föreläsningar vid universitetet och blev 1895 professor. Bohns omfattande partitursamling (omkring 25.000 sidor) som bland annat innehåller cirka 10.000 nummer flerstämmiga, världsliga tyska sånger, finns numera i stadsbiblioteket i Breslau. Förutom värdefulla bibliografiska arbeten skrev Bohn 50 historische Concerte des Bon'schen Gesangvereins in Breslau 1881-1905 (1905) och Die Nationalhymnen der europäischen Völker (1908).